# Idegenkéz-szindróma
Az idegenkéz-szindróma (alien hand; szellemkéz; dr. Strangelove-szindróma) egy neurológiai rendellenesség, amely során a páciens úgy érzi, hogy a keze (bár ritkábban előfordul a lábbal is) felett elvesztette az uralmat. Mintha az a végtag nem hozzá tartozna, nem a sajátja lenne.

## Leírás
Az idegenkéz-szindrómában szenvedő beteg úgy érzi, mintha (általában bal) kezének (nagyon ritka esetben valamely lábának) saját, az övétől független, szabad akarata lenne és a betegtől függetlenül, saját belátása szerint cselekedne. Úgy érzik, hogy az a végtag önálló mozdulatokat tesz, nincs hatalmuk felette. A páciensek elvesztik a végtag céltudatos mozgatása feletti uralmat. Gyakran jelenik meg a két kéz együttes mozgásakor agonista apraxiaként (ellentétes mozgási zavar), amikor az egyik kéz a másik mozgását gátló mozgást végez, például begombolkozáskor. Az idegenkéz-szindróma része lehet, amikor a végtag abnormális helyzetet vesz fel vagy levitációt (lebegésszerű mozgást) végez.
Az idegenkéz-szindrómában szenvedők gyakran megszemélyesítik a „vad” végtagot: úgy hiszik, hogy egy szellem vagy egy értelmes idegen lény birtokolja és irányítja. A normális és az „idegen” kéz között viselkedésbeli különbség van. Az előző akkor mozog és úgy, ahogyan és amikor az egyén akarja, míg a másik kéz sokszor akaratos és engedetlen, és az ellenkezőjét teszi annak, amit kívánnak tőle. Például egy olasz férfi már nem mer sakkozni, mert ha a normális kezével lép valamit, akkor szinte biztos, hogy a másik keze megváltoztatja ezt a lépést. Olyan eseteket is leírtak, amikor az „engedetlen” kéz fojtogatni kezdte a gazdáját. Gyakran azt hitték ezekről az esetekről, hogy démon szállta meg az embert.
Úgy tűnik, hogy azoknál a betegeknél, akiknél a corpus callosum (kérgestest: az agy azon területe, amely összeköti a két féltekét) sérült, a két kéz egymással ellentétes cselekedeteket hajt végre. Például megfigyelték az egyik páciensnél, hogy míg az irányítható keze előveszi és beleteszi a szájába a cigarettát, az idegen keze kiveszi és eldobja. A beteg jól reagált: úgy gondolta, hogy a keze nem akarja, hogy dohányozzon.
Erről a betegségről azt hitték, hogy betekintést nyújt majd az emberi akarat, öntudat és döntéshozatal természetébe. Ezeknek a teljes mechanizmusát viszont még nem sikerült feltárni.

## Kialakulás
A leginkább akkor jelennek meg ezek az esetek, amikor a páciens két féltekéjét sebészetileg elválasztják (az epilepszia extrém eseteinek szimptómáit szüntetve meg ezáltal). Agyműtét, stroke, fertőzés, daganat, verőértágulat során jöhet még létre. Általában az agysérüléssel ellentétes oldalon alakul ki a szindróma.
Corticobasalis degeneráció (a Parkinson-kórral gyakran összetévesztett betegség, amely agykérgi károsodással, a bazális ganglionok károsodásával jár. Nem gyógyítható betegség) során jöhet létre a betegség késői szakaszában a betegek felénél.
A Creutzfeldt-Jakob-szindróma (kergemarha-kór) tünetei között is megjelenhet.
Egyes kutatók a betegség kialakulását a testen kívüli élményekhez kapcsolják, melyeknek csak egy része kapcsolódik a halálközeli állapothoz. Erre a következtetésre csak egyes páciensek megfigyelése révén jutottak.

## Kapcsolódó betegségek
Egy ehhez kapcsolódó szindrómát írt le a francia neurológus, Francois Lhermitte, ami arról szól, hogy a páciens megrögzötten nyúl az őt körülvevő tárgyakért, használja őket. J. J. Gibson affordanciaelmélete szerint a tárgyakat nem csak önmagukban érzékeljük, hanem mindig valamire való dolgokként. Tehát ami a közvetlen környezetünkben van, azt annak rendeltetése szerint észleljük.  Ez a viselkedés gyakran társul kétoldali homloklebeny sérüléssel, és ez valójában megegyezhet az idegenkéz-szindrómával, amikor a környezet kényszerítően hat az emberre (például: ha a beteg lát egy hajkefét, az arra kényszeríti, hogy a haját fésülje vele). Ha a frontális lebeny sérülése kétoldali, akkor a páciens teljesen elveszti az irányító képességét és teljesen a környezettől való függésbe kerül.
Szintén hasonló betegségről számol be Oliver Sacks egyik könyvében. Egy 60 éves nő születésétől fogva vak volt és agyvérzése után bénulás érte. Keze görcsös és kényszermozgásos volt, de az elemi érzékelőképessége megmaradt. A kezét „idegennek”, „hasznavehetetlennek”, „oda nem illőnek” képzelte. A beteg kezelése olyan sikeres volt, hogy később a páciens szobrászkodni kezdett.

## Típusok
Az idegenkéz-szindrómának több altípusa figyelhető meg, amelyek különböző agysérülésekhez kapcsolódnak.
A corpus callosumban lévő sérülés következtében céltudatos viselkedés jöhet létre a nem domináns kézben (a jobbkezes páciensnél a bal kéz lesz az idegen kéz, balkezeseknél fordítva). A két kéz ellentétes mozdulatokat, cselekedeteket hajt végre, ez az intermanuális konfliktus.
Homloklebeny sérülésnél a páciensek a körülöttük lévő tárgyakat megragadva, azokat funkcióik szerint használják akarattalanul. Amint az idegen kéz megfogja a tárgyat, a pácienseknek nehezükre esik, hogy kiszabadítsák a tárgyat a fogásból.
Az idegenkéz-szindróma egyik fajtája az agy fali lebenyében vagy/és a nyakszirti lebenyben lévő sérüléssel hozható kapcsolatba. Ebben az esetben a mozgások arra irányulnak, hogy a kéz palmaris (tenyéri) oldalát elvonja a környezettől és távol tartsa a tapintásoktól. Ebben a formában figyelhetjük meg a kéz levitálását (lebegését), a felfelé és távolra irányuló mozgásokat. Derek Denny Brown ideggyógyász mutatta be a „fali kézként” vagy „ösztönös elkerülésreakcióként” ezt az idegenkéz-szindróma fajtát.
Az „idegen” mozgások mindazonáltal céltudatosak maradnak, megkülönböztethetők a különböző önkéntelen mozgásoktól.

## Megoldások
Nincs egységes, tökéletesen működő gyógymód.
Akinek frontálislebeny-sérülése van, megoldás lehet, hogy egy tárgyat vesz a kezébe, míg sétál, így nem fog máshoz nyúlni ösztönszerűen. Hiszen nem ejti ki a kezéből azért, hogy egy másik tárgyat megfoghasson.
Az egyik agyféltekében keletkezett egyoldali kár esetében gyakran csökken az idegen viselkedés, és fokozatosan visszaáll az irányítási képesség. Az, hogy pontosan miként történik ez, nem tudjuk még. Vagy kiképezhetik a pácienst, hogy egy speciális feladatot hajtson végre, amellyel megtanulja felülbírálni az idegen kéz viselkedését. Általában viszont korlátozó köpenybe vagy kesztyűbe bújtatják a kezet.

## Megjelenése a kultúrában
Az 1935-ben készült, Karl Freund által rendezett Mad Love című filmben egy orvos egy sorozatgyilkos kezét operálja rá egy zongorista csuklójára. Az operáció sikeres lesz, és bár a művész zongorázni már nem lesz képes, viszont késhajításban profivá válik.
A Dr. Strangelove, avagy rájöttem, hogy nem kell félni a bombától, meg is lehet szeretni (1964) Stanley Kubrick filmje. Dr. Strangelove idegenkéz-szindrómában szenved. Néha úgy tűnik, hogy a keze a tudatalatti ösztönzéseivel összhangban cselekszik.
Elliott Smith Strange Paralel című dokumentumfilmjében a „robot kezek” önmagukat irányítják.
Doktor House Mindkét orcádat című epizódjában (5. évad 24. rész) az egyik beteg ebben szenvedett.

## Külső hivatkozások
- A „szellemkéz-szindróma”[halott link]
- Testen kívüli élményt stimuláló doktorok